# Piégée (Buffy)
Pour les articles homonymes, voir Piégé.
Piégée est le 13e épisode de la saison 4 de la série télévisée Buffy contre les vampires.

## Résumé
Après avoir passé plusieurs tests physiques, Buffy est intégrée au commando Initiative. Elle est très excitée à cette idée, au point de délaisser ses amis. Giles va voir Spike dans sa crypte et lui propose de rejoindre le combat du Scooby-gang contre les démons mais le vampire refuse sèchement. Riley fait visiter l'Initiative à Buffy. La professeure Maggie Walsh discute avec un scientifique du projet 314 : une création hybride, nommée Adam, composée de morceaux de corps d'humains, de démons et de pièces mécaniques. Willow, se sentant abandonnée par Buffy, se rapproche de Tara. 
L'Initiative s'engage dans la traque d'un démon qui a été repéré. L'équipe conduite par Forrest Gates repère Spike et le vampire arrive à s'enfuir mais est touché par une balle équipée d'un traceur. L'équipe de Buffy et Riley trouve le démon et Buffy le tue, après quoi tous les deux couchent ensemble pour la première fois, sans réaliser que le professeur Walsh les espionne. À la fois inquiète de l'indépendance de Buffy, peu compatible avec la hiérarchie militaire, et de ses questionnements incessants sur les actions et objectifs de l'Initiative, Walsh décide de la supprimer. Spike se réfugie chez Giles et celui-ci accepte de l'aider mais à condition que Spike le paie pour cela. Il lui enlève le traceur juste à temps pour éviter d'être retrouvé par l'Initiative.
Buffy est envoyée seule en mission, présentée comme une pure routine, par Maggie Walsh qui lui donne une arme qu'elle a rendu hors d'usage. Dans les égouts, Buffy se trouve confrontée à deux dangereux démons et découvre que son arme ne fonctionne pas. Elle réussit cependant à les éliminer et, alors que Walsh vient d'annoncer à Riley la mort de Buffy, elle contacte le professeur, lui disant que son plan a échoué. Maggie Walsh, inquiète, va dans la pièce 314 pour contrôler l'avancée des travaux sur Adam mais ce dernier se réveille brusquement et transperce le corps du professeur avec une lame qu'on venait de lui implanter.

## Statut particulier
Noel Murray, du site The A.V. Club, estime que cet épisode comporte « beaucoup de bons moments » mais que « tout arrive trop vite » entre le moment où Buffy est intégrée à l'Initiative et où Walsh essaie de la tuer, ce qui est « un gâchis d'un fort potentiel à la fois comique et dramatique ». Pour la BBC, l'épisode est plutôt hétéroclite avec d'un côté une  « intrigue inexistante » et « beaucoup de dialogues explicatifs guindés » et de l'autre de « bonnes scènes de caractérisation » des relations  Tara / Willow et Anya / Alex et « une étude bien observée de la jalousie des amis de Buffy et de Riley ». Mikelangelo Marinaro, du site Critically Touched, lui donne la note de B, évoquant un « épisode solide » qui fait avancer l'arc narratif principal mais qui comporte deux défauts importants : la mort de Maggie Walsh qui est « une terrible erreur » scénaristique au vu de ce que le personnage aurait pu apporter pour la fin de saison, et l'idée d'intégrer Buffy au commando Initiative qui « ne fonctionne pas et paraît ridicule ».

## Musique
La musique de la scène où on voit Buffy Summers et Riley Finn se battre contre des démons et faire l'amour est celle d'un morceau d'un groupe canadien nommé Delerium dont le titre est Window To Your Soul, issu de leur album Karma.

## Distribution

### Acteurs et actrices crédités au générique
- Sarah Michelle Gellar : Buffy Summers
- Nicholas Brendon : Alexander Harris
- Alyson Hannigan : Willow Rosenberg
- Marc Blucas : Riley Finn
- James Marsters : Spike
- Anthony Stewart Head : Rupert Giles

### Acteurs et actrices crédités en début d'épisode
- Amber Benson : Tara Maclay
- George Hertzberg : Adam
- Leonard Roberts : Forrest Gates
- Bailey Chase : Graham Miller
- Jack Stehlin : Docteur Angleman
- Emma Caulfield : Anya Jenkins
- Lindsay Crouse : Maggie Walsh